# هوگو آفری
هوگو آفری (به انگلیسی: Hugues Aufray) با نام کامل هوگو ژان ماری آفری (زاده ۱۸ اوت ۱۹۲۹) خواننده فرانسوی است.
او نماینده لوکزامبورگ در یوروویژن ۱۹۶۴ بود.